# ジョー・グリファシ
ジョー・グリファシ（Joe Grifasi, 1944年6月14日 - ）は、アメリカ合衆国の俳優である。

## 来歴
1944年、ニューヨーク州バッファローに生まれる。地元バッファローの高校を卒業後、カニシャス大学へ進学するが、後の1963年にアメリカ陸軍へ従軍している。1966年に退役後はイェール大学へ進学して、演技を学んだ。
1978年にジョン・ハード主演の『On the Yard』で映画デビュー。翌年には『ディア・ハンター』などの話題作へも出演するなど、それ以降はテレビドラマや映画などで順調にキャリアを重ねていく。舞台の方面ではオフ・ブロードウェイ舞台などへも出演し、映画やテレビドラマにおいても、コメディ映画からドラマ映画などのジャンルに至るまで幅広く活躍している。

### 私生活
1974年にイェール大学で知り合っていたJane Ira Bloomと結婚し、現在に至る。

## 出演作品

### 映画
- On the Yard (1978)
- ディア・ハンター The Deer Hunter (1978)
- Something Short of Paradise (1979)
- Hide in Plain Sight (1980)
- The Gentleman Bandit (1981) ※テレビ映画
- Honky Tonk Freeway (1981)
- エレファント・マン The Elephant Man (1981) ※テレビ映画
- 殺意の香り Still of the Night (1982)
- Will There Really Be a Morning? (1983) ※テレビ映画
- スプラッシュ Splash (1984)
- パッショネイト 悪の華 The Pope of Greenwich Village (1984)
- フラミンゴキッド The Flamingo Kid (1984)
- マイナー・ブラザース/史上最大の賭け Brewster's Millions (1985)
- ドクターストップ/全員感染 Bad Medicine (1985)
- F/X 引き裂かれたトリック F/X (1986)
- マンハッタン・ポリス/凶悪犯を追え One Police Plaza (1986) ※テレビ映画
- メイトワン Matewan (1987)
- 月の輝く夜に Moonstruck (1987)
- 黄昏に燃えて Ironweed (1987)
- ビッグ・ビジネス Big Business (1988)
- 裸の銃を持つ男 The Naked Gun: From the Files of Police Squad! (1988)
- フォエバー・フレンズ Beaches (1988)
- ワン・モア・タイム Chances Are (1989)
- The Feud (1989)
- 狙われた証言 Perfect Witness (1989) ※テレビ映画
- Kojak: Ariana (1989)
- 推定無罪 Presumed Innocent (1990)
- 希望の街 City of Hope (1991)
- Primary Motive (1992)
- Citizen Cohn (1992)
- シナトラ Sinatra (1992)
- 妹の恋人 Benny & Joon (1993)
- 目撃証人 Taking the Heat (1993) ※テレビ映画
- Household Saints (1993)
- 未来は今 The Hudsucker Proxy (1994)
- 裸の銃を持つ男PART33 1/3 最後の侮辱 Naked Gun 33 1/3: The Final Insult (1994)
- ナチュラル・ボーン・キラーズ Natural Born Killers (1994)
- Jack Reed: A Search for Justice (1994) ※テレビ映画
- 君に逢いたくて Heavy (1995)
- Tall Tale (1995)
- バットマン フォーエヴァー Batman Forever (1995)
- 天国の約束 Two Bits (1995)
- マネー・トレイン Money Train (1995)
- 不倫法廷3 Shadow of a Doubt (1995) ※テレビ映画
- Undue Influence (1996) ※テレビ映画
- 素晴らしき日 One Fine Day (1996)
- Sunday (1997)
- Blood on Her Hands (1998)
- ホネツギマン The Naked Man (1998)
- アウト・オブ・タウナーズ The Out-of-Towners (1999)
- Switching Goals (1999) ※テレビ映画
- もうひとりの僕 クローンは優等生 The Other Me (2000)
- 奇跡の歌 Looking for an Echo (2000)
- 61*（シックスティワン） 61* (2001)
- Queenie in Love (2001)
- チェンジング・レーン Changing Lanes (2002)
- ボブ・クレイン/快楽を知ったTVスター Bob Crane (2002)
- Bought & Sold (2003)
- 13 ラブ 30 サーティン・ラブ・サーティ 13 Love 30 (2004)
- ダウト Slow Burn (2005)
- Lewis Black: Red, White and Screwed (2006)
- ボディクライム 誘惑する女 A Crime (2006)
- Creating Karma (2006)
- アフター・ザ・レイン Dark Matter (2007)
- The Last New Yorker (2007)
- Under New Management (2009)
- ザ・フロント The Front (2010)
- 夏の夜の夢 A Midsummer Night's Dream (2014)
- Unreachable by Conventional Means (2014)

### テレビドラマ
- Great Performances (1977)
- ザ・シークレット・ハンター The Equalizer (1986)
- ヒルストリート・ブルース Hill Street Blues (1987)
- マトロック Matlock (1988)
- こちらブルームーン探偵社 Moonlighting (1989)
- Midnight Caller (1990)
- ロザンヌ Roseanne (1990)
- Down Home (1990)
- ロー&オーダー Law & Order (1991 - 2001)
- WIOU (1990, 1991)
- Class of '96 (1993)
- Moon Over Miami (1993)
- L.A.ロー 七人の弁護士 L.A. Law (1993, 1994)
- Remember WENN (1996)
- The High Life (1996)
- シカゴ・ホープ Chicago Hope (1996)
- アーリー・エディション Early Edition (1996, 1997)
- ザ・プラクティス ボストン弁護士ファイル The Practice (1997)
- ホミサイド/殺人捜査課 Homicide: Life on the Street (1998)
- トリニティ Trinity (1999)
- Some of My Best Friends (2001)
- デッドライン Deadline (2001)
- シーブス Thieves (2001)
- The Education of Max Bickford (2002)
- ER緊急救命室 ER (2003)
- ターザン Tarzan (2003)
- Hope & Faith (2004)
- LAW & ORDER:性犯罪特捜班 Law & Order: Special Victims Unit (2005 - 2013)
- Queens Supreme (2007)
- The Bronx Is Burning (2007)
- Canterbury's Law (2008)
- アイ・ノウ・ディス・マッチ・イズ・トゥルー I Know This Much Is True (2020)

## 参照
1. 1 2 3 4  “Joe Grifasi Biography”. 2014年8月6日閲覧。